# Utica (Tunesien)
 For alternative betydninger, se Utica. (Se også artikler, som begynder med Utica)
Utica var en oldtidsby beliggende nord for Karthago og i antikken den ældste puniske by i Nordafrika i det nuværende Tunesien.
Utica lå ved mundingen af floden Bagradas, der nu hedder Medjerda.
I den Tredje puniske krig kæmpede byen på Roms side.

## Eksterne links
- Wikimedia Commons har flere filer relateret til Utica (Tunesien)

37°03′24″N 10°03′44″Ø / 37.056527777778°N 10.062258333333°Ø